# Alpe di Succiso
Alpe di Succiso is een berg in de noordelijke Apennijnen, gelegen tussen de Cerretopas en de Lagastrellopas, in de gemeente Ventasso. De berg heeft een hoogte van 2017 meter. Het heeft een piramidale verschijning, gebeeldhouwd door verschillende kloven.
De rivieren Secchia en Enza, rechter zijrivieren van de rivier de Po, hebben hun bron in de Alpe di Succiso. De berg is onderdeel van het Nationaal Park Appennino Tosco-Emiliano.